# トレイル郡 (ノースダコタ州)
座標: 北緯47度27分 西経97度11分 / 北緯47.450度 西経97.183度
トレイル郡（英: Traill County）は、アメリカ合衆国ノースダコタ州の東部に位置する郡である。2010年国勢調査での人口は8,121人であり、2000年の8,477人から4.2％減少した。郡庁所在地はヒルズボロ市（人口1,603人）であり、同郡で人口最大の都市はメイビル市（人口1,858人である。

## 歴史
トレイル郡は1874年から1875年のダコタ準州議会によって1875年に創設された。郡名はハドソン湾会社の従業員でカナダ人開拓者キャサリン・パー・トレイルの息子であるウォルター・ジョン・ストリックランド・トレイルに因んで命名された。
郡の本部は当初カレドニアの小さな一階建ての建物に置かれた。19世紀後半に何度か郡庁舎が建て替えられ、何度かの住民投票でメイビルへの移転が問われたが失敗した。1890年にヒルスボロに郡庁舎を移す住民投票は成功し、郡の記録が移された。現在の郡庁舎は1905年に建設が始まったものであり、アメリカ合衆国国家歴史登録財に登録されている。

## 地理
アメリカ合衆国国勢調査局に拠れば、郡域全面積は863平方マイル (2,234 km2)であり、このうち陸地は862平方マイル (2,232 km2)、水域は1平方マイル (2 km2)で水域率は0.08％である。

### 主要高規格道路
- 州間高速道路29号線
- ノースダコタ州道18号線
- ノースダコタ州道200号線

### 空港
下記の2空港は郡内にある公共用途空港である。
- ヒルズボロ市民空港 (3H4)、ヒルズボロ市
- メイビル市民空港 (D56)、メイビル市

### 隣接する郡
- グランドフォークス郡 - 北
- ポーク郡 (ミネソタ州) - 北東
- ノーマン郡 (ミネソタ州) - 東
- カス郡 - 南
- スティール郡 - 西

## 人口動態
以下は2000年の国勢調査による人口統計データである。
| 基礎データ - 人口: 8,121人 - 世帯数: 3,341 世帯 - 家族数: 2,231 家族 - 人口密度: 4人/km2（10人/mi2） - 住居数: 3,708軒 - 住居密度: 2軒/km2（4軒/mi2） 人種別人口構成 - 白人: 97.31% - アフリカン・アメリカン: 0.11% - ネイティブ・アメリカン: 0.94% - アジア人: 0.15% - 太平洋諸島系: 0.071% - その他の人種: 0.96% - 混血: 0.52% - ヒスパニック・ラテン系: 2.18% 先祖による構成 - ノルウェー系：58.9％ - ドイツ系：20.6％ 年齢別人口構成 - 18歳未満: 24.8% - 18-24歳: 9.7% - 25-44歳: 24.8% - 45-64歳: 21.6% - 65歳以上: 19.1% - 年齢の中央値:39歳 - 性比（女性100人あたり男性の人口） - 総人口: 100.8 - 18歳以上: 97.9 | 世帯と家族（対世帯数） - 18歳未満の子供がいる: 30.9% - 結婚・同居している夫婦: 58.0% - 未婚・離婚・死別女性が世帯主: 5.4% - 非家族世帯: 33.2% - 単身世帯: 29.3% - 65歳以上の老人1人暮らし: 15.1% - 平均構成人数 - 世帯: 2.41人 - 家族: 3.00人 収入と家計 - 収入の中央値 - 世帯: 37,445米ドル - 家族: 45,852米ドル - 性別 - 男性: 30,138米ドル - 女性: 20,583米ドル - 人口1人あたり収入: 18,014米ドル - 貧困線以下 - 対人口: 9.2% - 対家族数: 6.4% - 18歳未満: 9.6% - 65歳以上: 8.1% |

## 都市と町

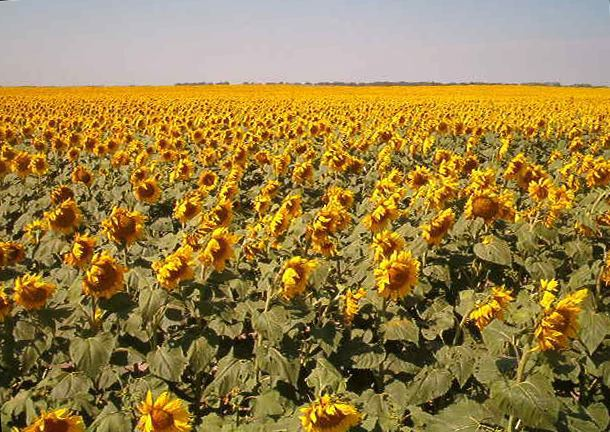
トレイル郡のヒマワリ畑

### 都市
- バクストン
- クリフォード
- ゲイルズバーグ
- ハットン
- ヒルズボロ - 郡庁所在地
- メイビル
- ポートランド
- レイノルズ（公式にはグランドフォークス郡内）

注: ノースダコタ州の法人化された自治体は、その大きさに拠らず全て「市」になる

### その他の町
- ブランチャード
- カレドニア
- カミングス

### 郡区
| - ベルモント - ビンガム - ブランチャード - ブルームフィールド - ボーンサック - バクストン - カレドニア - エルドラド - エルムリバー | - アービン - ゲイルズバーグ - ガーフィールド - グリーンフィールド - ハーバーグ - ヒルズボロ - ケルソー - リンダス - メイビル | - モーガン - ノーマン - ノーウェイ - ローズビル - スタバンガー - バイキング - ウォルド |